# 佛羅里達牙科協會
佛羅里達牙科協會(英語：Florida Dental Association)是美國佛羅里達州的牙醫組織，成立於1884年。截至目前為止，協會的成員數大約有7,000名。

## 外部連結
- 官方网站